# ネット棋聖戦
ネット棋聖戦（ネットきせいせん）は、日本の囲碁のアマチュア棋戦。2014年より開催されており、成績優秀者がプロ棋戦の棋聖戦への出場権を得られるのが特徴である。読売新聞社主催。

## 方式
2014年より開催。大会は年間に4シーズン開催されている。対局はSAクラスの年間決勝トーナメントを除き、パンダネットのシステムを利用したインターネット対局で行われる。参加クラスはSAクラス（トップアマ）・Aクラス（アマ四段以上）・Bクラス（アマ初段-三段）・Cクラス（アマ1-5級）・Dクラス（アマ6級以下。以上の棋力はいずれも目安）に分かれており、各シーズンの結果を受けて上位者は昇格、下位者は降格する。初参加者のクラスは段級位に基づいての判断となるが、SAクラスにはアマ主要大会ベスト8等の実績が無い限り初出場での参加はできない。
各シーズンの対局数は7局（第2回以降）。各クラスを幾つかのリーグに分けたうえで、SAクラスは総当たり戦、A・B・C・Dクラスはスイス式トーナメントで進行する。
- SAクラスは、年間4シーズンのリーグ戦で一度以上優勝もしくは準優勝した選手が出場する「年間決勝トーナメント」（最大64名参加）を行う[注 3]。複数回優勝している場合は、回数に応じてトーナメントでのシード権が得られる。
年間決勝トーナメントでは、1-2回戦をネット対局もしくは東京での対面対局、3回戦以降を東京での対面対局で行い、優勝者を決定する。上位4名は棋聖戦ファーストトーナメントへの出場権を得る。
- A・B・C・Dクラスでは、年間決勝トーナメントは開催せず、各シーズンごとにリーグ戦での優勝者・準優勝者が参加する「シーズン別決勝トーナメント」を各クラスで行う[注 4]。対局は全てネット対局。

対局はほぼ全てインターネットで行われるが、他者からの助言を得る行為などは禁止されている。特に、囲碁AIを用いた不正行為に対しては厳重な対処がなされ、強い疑いが持たれた際にはプロ棋士による対面での試験碁が課される場合があるほか、不正が明らかになった際は今後の一切の大会への参加禁止ならびにID・氏名の公表などの処罰が加えられる可能性があるとされている。

## 結果
棋聖戦への出場権を得られる、SAクラスの年間決勝トーナメント上位4名を記載する。
| 回 | 年     | 優勝     | 準優勝     | ベスト4    | ベスト4    | 備考               |
| -- | ------ | -------- | ---------- | ---------- | ---------- | ------------------ |
| 1  | 2014年 | 趙錫彬   | 伊瀬英介   | 西川貴敏   | 井場悠史   | 第40期棋聖戦に参加 |
| 2  | 2015年 | 趙錫彬   | 諸留康博   | 谷口洋平   | 西岡正織   | 第41期棋聖戦に参加 |
| 3  | 2016年 | 趙錫彬   | 西川貴敏   | 井場悠史   | 佐々木悠介 | 第42期棋聖戦に参加 |
| 4  | 2017年 | 石田太郎 | 井場悠史   | 西川貴敏   | 趙錫彬     | 第43期棋聖戦に参加 |
| 5  | 2018年 | 栗田佳樹 | 村上深     | 杉田俊太朗 | 諸留康博   | 第44期棋聖戦に参加 |
| 6  | 2019年 | 栗田佳樹 | 鈴木友博   | 趙錫彬     | 竹田和正   | 第45期棋聖戦に参加 |
| 7  | 2020年 | 村上深   | 栗田佳樹   | 竹田和正   | 坂倉健太   | 第46期棋聖戦に参加 |
| 8  | 2021年 | 竹田和正 | 宮岸黎明   | 西村僚太郎 | 諸留康博   | 第47期棋聖戦に参加 |
| 9  | 2022年 | 村上深   | 杉田俊太朗 | 趙錫彬     | 曹睿梟     | 第48期棋聖戦に参加 |
| 10 | 2023年 | 村上深   | 横塚元輝   | 津田裕生   | 杉田俊太朗 | 第49期棋聖戦に参加 |
| 11 | 2024年 | 村上深   | 森川舜弐   | 西川平野   | 平野颯斗   | 第50期棋聖戦に参加 |

## 棋聖戦での活躍
2019年の第6回優勝により第45期棋聖戦へ参加した栗田佳樹は、ファーストトーナメントで菊地義雄、福井正明、趙善津、三谷哲也、外柳是聞に勝利し、アマチュア初の棋聖戦Cリーグ進出を果たした。Cリーグでも3勝2敗で残留を決めている。なお、第46期Cリーグでは1勝3敗で陥落となり、2期連続のリーグ残留はならなかった。